# Wasser-Route
Die Wasserroute ist ein Radrundweg von 45 Kilometern Länge, der den wasserreichen westlichen Teil des Ammerlandes erschließt. Hier geht die Ammerländer Geest in die Fehnlandschaft Ostfrieslands über. Noch heute kann man zahlreiche Wasserbauwerke wie Schöpfwerke, Flussdeiche und Fehnkanäle besichtigen, die einst eine weitaus höhere Bedeutung für Wirtschaft und Verkehr besaßen.
Die Route berührt das Landschaftsfenster "Wasser" im Ortsteil Tange in Apen.